# Список наград и номинаций Фрэнсиса Форда Копполы
Ниже приводится список наград и номинаций, полученных американским режиссёром, продюсером и сценаристом Фрэнсисом Фордом Копполой.
Коппола является обладателем множества наград, включая 5 премий «Оскар» за фильмы «Паттон», «Крёстный отец» и «Крёстный отец 2».
Его фильмы «Крёстный отец», «Крёстный отец 2» и «Апокалипсис сегодня» часто называют одними из величайших фильмов всех времён.
Имея три победы на премию «Оскар» в категориях «Лучшая режиссура», «Лучший фильм» и «Лучший адаптированный сценарий» за «Крёстного отца 2», Коппола стал вторым режиссёром (после Билли Уайлдера в 1961 году), получившим «Оскары» за режиссуру, продюсирование и сценарий одного и того же фильма.
После Копполы следующие режиссёры, которые это сделали, были Джеймс Л. Брукс в 1984, Питер Джексон в 2004, Джоэл Коэн в 2008, Итан Коэн также в 2008, Алехандро Г. Иньярриту в 2015, Пон Джун Хо в 2020, Дэниел Кван в 2023 и Дэниел Шайнерт также в 2023.

## Главные награды

### Премия «Оскар»[13]
| Год  | Категория                      | Фильм                 | Результат | Пр.    |
| ---- | ------------------------------ | --------------------- | --------- | ------ |
| 1971 | Лучший оригинальный сценарий   | Паттон                | Победа    | [ 14 ] |
| 1973 | Лучшая режиссура               | Крёстный отец         | Номинация | [ 15 ] |
| 1973 | Лучший адаптированный сценарий | Крёстный отец         | Победа    | [ 15 ] |
| 1974 | Лучший фильм                   | Американские граффити | Номинация | [ 16 ] |
| 1975 | Лучший фильм                   | Разговор              | Номинация | [ 17 ] |
| 1975 | Лучший оригинальный сценарий   | Разговор              | Номинация | [ 17 ] |
| 1975 | Лучший фильм                   | Крёстный отец 2       | Победа    | [ 17 ] |
| 1975 | Лучшая режиссура               | Крёстный отец 2       | Победа    | [ 17 ] |
| 1975 | Лучший адаптированный сценарий | Крёстный отец 2       | Победа    | [ 17 ] |
| 1980 | Лучший фильм                   | Апокалипсис сегодня   | Номинация | [ 18 ] |
| 1980 | Лучшая режиссура               | Апокалипсис сегодня   | Номинация | [ 18 ] |
| 1980 | Лучший адаптированный сценарий | Апокалипсис сегодня   | Номинация | [ 18 ] |
| 1991 | Лучший фильм                   | Крёстный отец 3       | Номинация | [ 19 ] |
| 1991 | Лучшая режиссура               | Крёстный отец 3       | Номинация | [ 19 ] |

### Премия BAFTA[20]
| Год  | Категория              | Фильм               | Результат | Пр.    |
| ---- | ---------------------- | ------------------- | --------- | ------ |
| 1975 | Лучшая режиссура       | Разговор            | Номинация | [ 21 ] |
| 1975 | Лучший сценарий        | Разговор            | Номинация | [ 21 ] |
| 1980 | Лучший фильм           | Апокалипсис сегодня | Номинация | [ 22 ] |
| 1980 | Лучшая режиссура       | Апокалипсис сегодня | Победа    | [ 22 ] |
| 1980 | Лучшая музыка к фильму | Апокалипсис сегодня | Номинация | [ 22 ] |

### Премия «Золотой глобус»[23]
| Год  | Категория                         | Фильм                 | Результат | Пр.    |
| ---- | --------------------------------- | --------------------- | --------- | ------ |
| 1973 | Лучшая режиссёрская работа        | Крёстный отец         | Победа    | [ 24 ] |
| 1973 | Лучший сценарий                   | Крёстный отец         | Победа    | [ 24 ] |
| 1974 | Лучший фильм — комедия или мюзикл | Американские граффити | Победа    | [ 25 ] |
| 1975 | Лучший фильм — драма              | Разговор              | Номинация | [ 26 ] |
| 1975 | Лучшая режиссёрская работа        | Разговор              | Номинация | [ 26 ] |
| 1975 | Лучший сценарий                   | Разговор              | Номинация | [ 26 ] |
| 1975 | Лучший фильм — драма              | Крёстный отец 2       | Номинация | [ 26 ] |
| 1975 | Лучшая режиссёрская работа        | Крёстный отец 2       | Номинация | [ 26 ] |
| 1975 | Лучший сценарий                   | Крёстный отец 2       | Номинация | [ 26 ] |
| 1980 | Лучший фильм — драма              | Апокалипсис сегодня   | Номинация | [ 27 ] |
| 1980 | Лучшая режиссёрская работа        | Апокалипсис сегодня   | Победа    | [ 27 ] |
| 1980 | Лучшая музыка к фильму            | Апокалипсис сегодня   | Победа    | [ 27 ] |
| 1985 | Лучшая режиссёрская работа        | Клуб «Коттон»         | Номинация | [ 28 ] |
| 1991 | Лучший фильм — драма              | Крёстный отец 3       | Номинация | [ 29 ] |
| 1991 | Лучшая режиссёрская работа        | Крёстный отец 3       | Номинация | [ 29 ] |
| 1991 | Лучший сценарий                   | Крёстный отец 3       | Номинация | [ 29 ] |

## Заметки
1. ↑  Совместно с Эдмундом Х. Нортом
2. 1 2 3 4 5  Совместно с Марио Пьюзо
3. ↑  Совместно с Гэри Курцем
4. ↑  Совместно с Фредом Русом
5. ↑  Совместно с Грэем Фредериксоном и Фредом Русом
6. ↑  Совместно с Фредом Русом, Грэем Фредериксоном и Томом Штернбергом
7. ↑  Совместно с Джоном Милиусом
8. 1 2  Совместно с Кармайном Копполой